# Jaclyn A. Smith
Jaclyn A. Smith (née à Toronto) est une actrice canadienne.

## Biographie
Jaclyn Smith a joué le rôle de Jill Thompson dans les films américains American Pie: String Academy (2005) de Joe Nussbaum (en) et American Pie : Campus en folie (2007) d'Andrew Waller.

## Filmographie

### Actrice

#### Courts-métrages
- 2005 : American Pie: String Academy : Jill
- 2006 : Tightrope
- 2007 : American Pie : Campus en folie : Jill
- 2010 : Glow
- Date inconnue : The Invisible Mouth

#### Télévision

##### Séries télévisées
- 2006 : 72 Hours : True Crime : Candice Fonagy
- 2008 : Eureka : Grace
- 2011 : Hiccups : Store Clerk

##### Téléfilms
- 2011 : Une vie pour une vie : Mrs. Channing (en tant que Jaclyn Smith)

### Compositrice

#### Courts-métrages
- 2017 : The Stakeout

### Réalisatrice

#### Courts-métrages
- 2017 : Mental
- 2017 : The Stakeout

### Productrice

#### Courts-métrages
- 2017 : Mental

### Scénariste

#### Cinéma
- 2018 : Three Feathers

#### Courts-métrages
- 2010 : Glow
- 2017 : Mental